# Liste d'élections en 1932
Chronologie des élections
- 1928
- 1929
- 1930
- 1931
- 1932
- 1933
- 1934
- 1935
- 1936

Cette liste recense les élections organisées durant l'année 1932. Elle inclut les élections législatives et présidentielles nationales dans les États souverains, ainsi que les principaux référendums.
La crise économique mondiale provoquée par le krach de 1929 continue d'influer sur la vie politique. En Allemagne, le président Paul von Hindenburg, candidat de consensus des partis modérés, est réélu en avril face aux candidats nazi et communiste, mais le Parti nazi arrive en tête aux élections législatives de juillet puis de novembre, permettant à Adolf Hitler d'être nommé chancelier en janvier 1933. Aux États-Unis, l'ambitieux programme social proposé par les démocrates permet à Franklin Roosevelt d'être élu président en novembre, face au président républicain sortant Herbert Hoover, et aux démocrates de remporter dans le même temps une comfortable majorité à la Chambre des représentants et au Sénat. En Irlande, les promesses sociales du Fianna Fáil, parti des rebelles de la guerre civile irlandaise, porte celui-ci au pouvoir aux élections de février, ce qui marque la première transition politique depuis l'indépendance de l'Irlande en 1922.
En France, la gauche victorieuse aux élections législatives en mai est confrontée à ses désaccords en matière de politique économique et sociale. La SFIO ne participe pas au gouvernement, Édouard Herriot formant un gouvernement de coalition du centre-gauche et du centre-droit. 

## Par mois

### Février
| Date       | Pays                 | Élections                      | Notes | Résultats |
| ---------- | -------------------- | ------------------------------ | --- | --- |
| 14 février | Costa Rica           | Législatives et présidentielle | Un président sortant n'étant pas rééligible, le président Cleto González Víquez (Parti de l'union nationale) n'est pas candidat. | Alternance. Ricardo Jiménez Oreamun (Parti républicain national : gauche) est élu président avec 46,7 % des voix face aux trois autres candidats. Le PRN remporte la majorité absolue des sièges au Congrès. |
| 16 février | État libre d'Irlande | Législatives                   | | Parlement sans majorité. Alternance. Le parti Fianna Fáil (centre-droit conservateur, progressisme social) devient le premier parti au Parlement, avec près de la moitié des sièges. Éamon de Valera (FF) devient Premier ministre, formant un gouvernement minoritaire avec le soutien sans participation du Parti travailliste (gauche syndicale). |
| 20 février | Japon                | Législatives                   | | Le parti Rikken Seiyūkai (droite conservatrice), au pouvoir, remporte une majorité absolue des sièges. Tsuyoshi Inukai demeure Premier ministre. Il est assassiné en mai lors d'une tentative de coup d'État. |

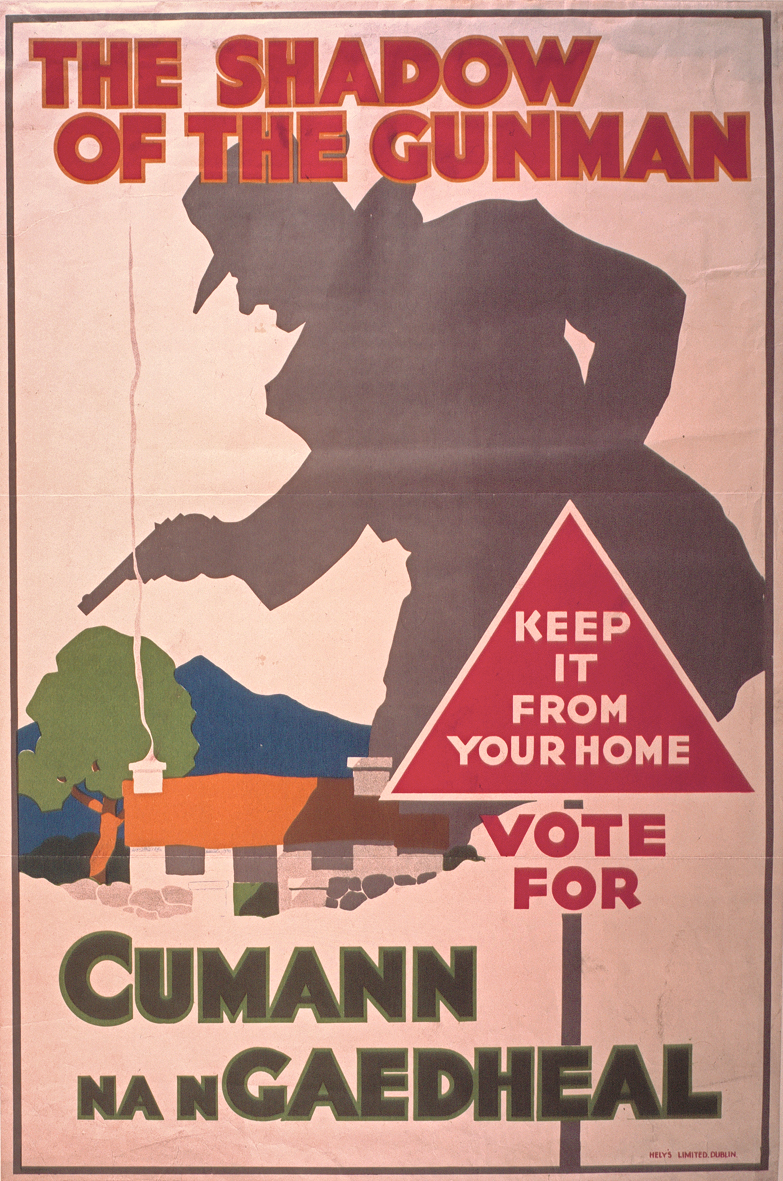
Affiches électorales du parti Cumann na nGaedheal pour les élections irlandaises en février, rappelant aux citoyens...
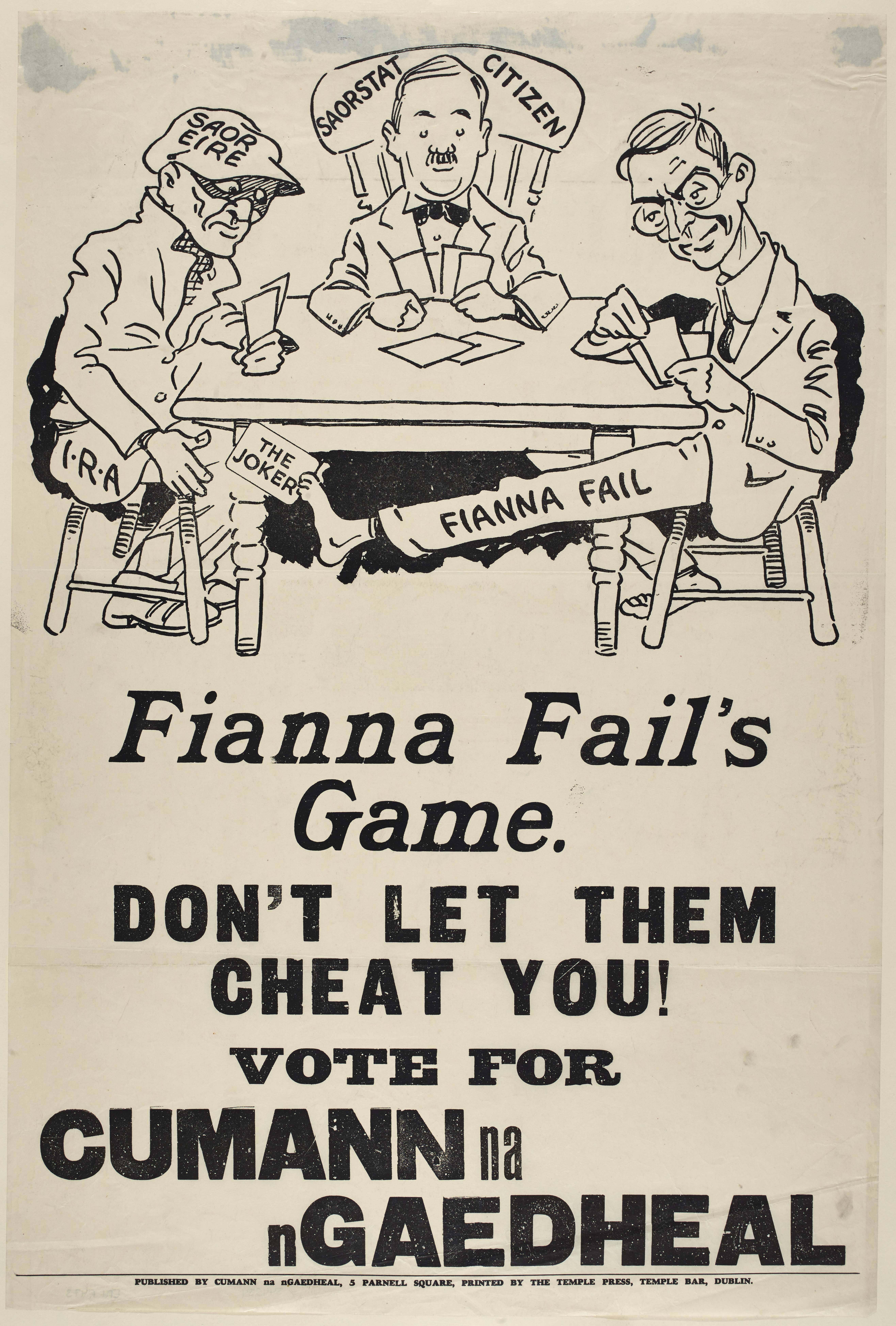
...que le parti Fianna Fáil est l'héritier de ceux qui souhaitaient renverser le gouvernement lors de la guerre civile irlandaise.

### Mars
| Date         | Pays          | Élections      | Notes    | Résultats |
| ------------ | ------------- | -------------- | -------- | --- |
| 6 et 13 mars | Liechtenstein | Législatives   |          | Le Parti progressiste des citoyens (droite chrétienne conservatrice) conserve sa majorité écrasante des sièges. Josef Hoop demeure Premier ministre. |
| 13 mars      | Allemagne     | Présidentielle | 1er tour | - |

### Avril
| Date     | Pays      | Élections      | Notes   | Résultats |
| -------- | --------- | -------------- | ------- | --- |
| 10 avril | Allemagne | Présidentielle | 2d tour | Le président Paul von Hindenburg (sans étiquette, soutenu par la plupart des partis allant du centre-gauche à la droite) est réélu pour un second mandat avec 53,1 % des voix face à ses deux adversaires du second tour : Adolf Hitler (Parti nazi : extrême-droite national-socialiste, antiparlementaire et antisémite ; 36,8 %) et Ernst Thälmann (Parti communiste : marxiste-léniniste ; 10,2 %). |

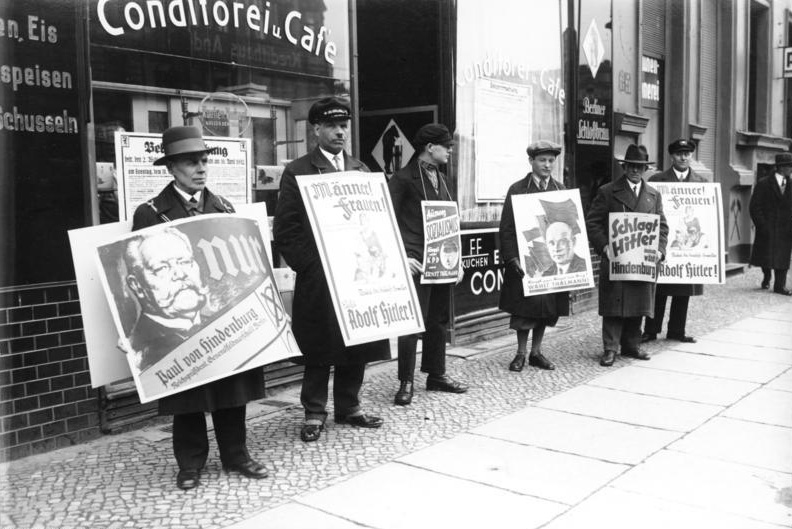
Affiches de campagne des différents candidats pour le second tour de l'élection présidentielle allemande en avril.

### Mai
| Date         | Pays    | Élections    | Notes | Résultats |
| ------------ | ------- | ------------ | ----- | --- |
| 1 et 8 mai   | France  | Législatives |       | Alternance. Le Cartel des gauches (socialiste) remporte la majorité absolue des sièges. Un désaccord interne au cartel quant à la politique à mener face à la crise économique et sociale amène toutefois la Section française de l'Internationale ouvrière (SFIO, gauche socialiste) à refuser de prendre part au gouvernement. Édouard Herriot (Parti radical : centre-gauche) devient Premier ministre, intégrant l'Alliance démocratique (centre-droit) à son gouvernement de coalition. C'est durant cette législature qu'a lieu la crise du 6 février 1934, une émeute de l'extrême-droite antiparlementaire à Paris. |
| 21 au 23 mai | Estonie | Législatives |       | Parlement sans majorité. L'Union des petits exploitants (droite agrarienne) conserve la majorité relative des sièges. Karl August Einbund devient Premier ministre. |

### Juin
| Date   | Pays   | Élections                      | Notes | Résultats |
| ------ | ------ | ------------------------------ | ----- | --- |
| 5 juin | Panama | Législatives et présidentielle |       | Harmodio Arias Madrid (Parti doctrinaire libéral) est élu président avec 57,4 % des voix face à Francisco Arias Paredes (Parti du renouveau libéral). Le PDL obtient une majorité relative des sièges à l'Assemblée nationale. |

### Juillet
| Date             | Pays      | Élections    | Notes                 | Résultats |
| ---------------- | --------- | ------------ | --------------------- | --- |
| 17 au 26 juillet | Roumanie  | Législatives |                       | La coalition du Parti national paysan (droite autoritaire agrarienne) et du Parti allemand (parti politique ethnique) remporte une large majorité des sièges. Alexandru Vaida-Voevod, nommé Premier ministre en avril par le roi autoritaire Charles II en juin, demeure ainsi en fonction. |
| 31 juillet       | Allemagne | Législatives | Élections anticipées. | Parlement sans majorité. Pour la première fois, le Parti nazi (extrême-droite national-socialiste, antiparlementaire et antisémite) est en tête, avec plus d'un tiers des sièges. Le Parti social-démocrate (SPD, gauche) est deuxième ; le Parti communiste (marxiste-léniniste) troisième. Aucune majorité n'étant possible sans inclure soit les nazis, soit les communistes, aucun gouvernement ne peut être formé ; de nouvelles élections se tiennent donc en novembre. |

### Août
| Date    | Pays        | Élections    | Notes                                                  | Résultats |
| ------- | ----------- | ------------ | ------------------------------------------------------ | --- |
| 28 août | Saint-Marin | Législatives | Le pays à cette date est une dictature à parti unique. | Seul parti autorisé, le Parti fasciste (extrême-droite fasciste, corporatiste) conserve mécaniquement tous les sièges. |

### Septembre
| Date               | Pays     | Élections    | Notes                         | Résultats |
| ------------------ | -------- | ------------ | ----------------------------- | --- |
| 13 septembre       | Danemark | Législatives | Élections au suffrage direct. | Chambre haute sans majorité. Le parti Venstre (centriste, libéral) y conserve la majorité relative des sièges, avec toutefois seulement un siège d'avance sur les Sociaux-Démocrates (centre-gauche). |
| 17 et 18 septembre | Suède    | Législatives |                               | Parlement sans majorité. Alternance. Les sociaux-démocrates (centre-gauche) conservent la majorité relative des sièges, et parviennent cette fois à former un gouvernement. Per Albin Hansson devient Premier ministre. |
| 25 septembre       | Grèce    | Législatives |                               | Alternance. Le Parti libéral (centriste, vénizéliste) perd la majorité absolue des sièges à la Chambre des députés et subit un très net recul, mais y demeure le premier parti. Il conserve une courte majorité absolue des sièges au Sénat. Panagis Tsaldaris (Parti populaire : droite anti-vénizéliste) parvient néanmoins à former un gouvernement minoritaire. |

### Octobre
| Date             | Pays     | Élections                      | Notes | Résultats |
| ---------------- | -------- | ------------------------------ | --- | --- |
| 28 octobre       | Honduras | Législatives et présidentielle | Un président sortant n'étant pas rééligible, le président Vicente Mejía Colindres (Parti libéral) n'est pas candidat. | Alternance. Tiburcio Carías Andino (Parti national : droite chrétienne humaniste) est élu président avec 59,1 % des voix face aux deux autres candidats, dont notamment Angel Zúñiga Huete (Parti libéral : centre-droit conservateur, libéral en économie). Le Parti national accroît dans le même temps sa majorité absolue des sièges au Congrès. |
| 30 octobre       | Chili    | Législatives et présidentielle | Le président Juan Esteban Montero (Parti radical), largement élu l'année précédente, a démissionné en raison de la crise économique et sociale. Un coup d'État militaire en juin 1932 a alors créé la République socialiste du Chili, renversée à son tour par un nouveau coup d'État en juin. | Arturo Alessandri (Parti libéral : centre-droit, libéralisme classique) est élu président avec 55,1 % des voix face à quatre autres candidats dont notamment Marmaduke Grove, chef de l'éphémère république socialiste (17,6 %). Congrès sans majorité : Le Parti radical (centre-gauche social-libéral et anticlérical) et le Parti conservateur (droite catholique) sont les principaux partis à la Chambre des députés, avec toutefois moins d'un quart des sièges chacun. Les radicaux sont le premier parti au Sénat, avec plus d'un quart des sièges. |
| 30 et 31 octobre | Équateur | Présidentielle                 | Élection anticipé, le candidat élu en 1931 -le conservateur Neptali Bonifaz- ayant été reconnu inéligible. | Juan de Dios Martínez (Parti libéral radical : centre-gauche) est élu avec 71,0 % des voix, face notamment à Manuel Sotomayor (Parti conservateur : droite chrétienne conservatrice ; 20,3 %). |

### Novembre
| Date        | Pays       | Élections                      | Notes | Résultats |
| ----------- | ---------- | ------------------------------ | --- | --- |
| 6 novembre  | Allemagne  | Législatives                   | Élections anticipées, celles de juillet n'ayant pas permis la formation d'un gouvernement.                       | Parlement sans majorité. Le Parti nazi (extrême-droite national-socialiste, antiparlementaire et antisémite) subit un recul mais demeure le premier parti au Reichstag. Le Parti social-démocrate (SPD, gauche) demeure deuxième ; le Parti communiste (marxiste-léniniste) troisième. Le chancelier centriste sortant, Franz von Papen, convainc le président Hindenburg de nommer Adolf Hitler (Parti nazi) chancelier en janvier 1933. Ce dernier forme un gouvernement minoritaire de coalition avec le Parti populaire national (droite populiste, nationaliste, conservatrice et antisémite). En février 1933 a lieu l'incendie du Reichstag, utilisé comme prétexte par le gouvernement nazi pour réprimer la gauche en amont des élections anticipées de mars 1933. |
| 6 novembre  | Nicaragua  | Présidentielle                 | Un président sortant n'étant pas rééligible, le président José María Moncada (Parti libéral) n'est pas candidat. | Juan Bautista Sacasa (Parti libéral) est élu avec 58,6 % des voix face à Adolfo Díaz (Parti conservateur : droite). |
| 8 novembre  | États-Unis | Législatives et présidentielle | | Alternance. Promettant une « Nouvelle donne » face à la crise économique et sociale, Franklin Roosevelt (Parti démocrate : centre-gauche) est élu président avec 57,4 % des suffrages populaires et 88,9 % des voix des grands électeurs, face notamment au président sortant Herbert Hoover (Parti républicain : conservateur, protectionniste, lié aux milieux des affaires). Progressant très nettement, les démocrates remportent dans le même temps une très large majorité absolue des sièges à la Chambre des représentants et au Sénat. |
| 16 novembre | Danemark   | Législatives                   | | Parlement sans majorité. Les Sociaux-Démocrates (centre-gauche) conservent la majorité relative. Thorvald Stauning (social-démocrate) demeure Premier ministre. |
| 27 novembre | Belgique   | Législatives                   | | Le gouvernement de Broqueville III, coalition du Parti catholique (droite) et du Parti libéral (centre-gauche progressiste), conserve la majorité absolue des sièges dans les deux chambres. Charles de Broqueville (Parti catholique) demeure Premier ministre. |